# Carinapex minutissima
Carinapex minutissima är en snäckart. Carinapex minutissima ingår i släktet Carinapex och familjen Turridae. Inga underarter finns listade i Catalogue of Life.